# 히로이 오지
히로이 오지(일본어: 広井王子, 1954년 2월 8일 ~ ) 일본의 만화, 애니메이션, 비디오 게임 등의 원작을 다루는 멀티 크리에이터, 무대 연출가, 레드 엔터테인먼트 고문, 가나자와 공업 대학 객원 교수이다. 유명한 작품으로는 《사쿠라 대전 시리즈》, 《마신 영웅전 와타루 시리즈》가 있다.